# (474072) 2016 JD23
(474072) 2016 JD23 es un asteroide perteneciente al cinturón de asteroides, descubierto el 2 de febrero de 2006 por el equipo del Spacewatch desde el Observatorio Nacional de Kitt Peak, Arizona, Estados Unidos.

## Designación y nombre
Designado provisionalmente como 2016 JD23.

## Características orbitales
2016 JD23 está situado a una distancia media del Sol de 2,813 ua, pudiendo alejarse hasta 2,942 ua y acercarse hasta 2,683 ua. Su excentricidad es 0,046 y la inclinación orbital 4,264 grados. Emplea 1723 días en completar una órbita alrededor del Sol.

## Características físicas
La magnitud absoluta de 2016 JD23 es 16,9.